# Pseudo-Seneca
Lo Pseudo-Seneca è un busto romano in bronzo della fine del I secolo a.C.. scoperto nel 1754 nella Villa dei Papiri di Ercolano e conservato presso il Museo archeologico nazionale di Napoli. 
Si tratta del più bell'esempio rinvenuto tra le circa due dozzine di busti raffiguranti lo stesso soggetto. Inizialmente si credeva che rappresentasse Lucio Anneo Seneca, il famoso filosofo romano del I secolo d.C., tuttavia, gli studiosi moderni concordano che sia probabilmente un ritratto immaginario di un altro poeta o letterato, copia di un bronzo greco perduto del 200 a.C. circa. 

## Storia
Nella versione ercolanese dello Pseudo-Seneca l'eccellente qualità fu subito riconosciuta da Johann Joachim Winckelmann, seppur inizialmente fu messa in dubbio il soggetto ritratto. Una menzione del busto è stata pubblicata nella magnifica serie di libelli, comparsi sotto il patronato reale di Ferdinando I delle Due Sicilie.
Il busto fu identificato come un "vero e proprio" ritratto contemporaneo di Seneca da Gallaeus (Theodor Galle) da una pubblicazione ad Anversa dell'opera di Fulvio Orsini Imagines et Elogia Virorum illustrium et Eruditor(um) ex Antiquis lapidibus et Nomismatib(us)... in un momento in cui si badava più alla qualità e al carattere che l'opera d'arte stessa incarnava che al soggetto. 
Seguendo l'esempio di Cicerone, che aveva decorato il suo studio con diversi busti, o delle immagina illustrium che popolavano la villa di Sorrento di Pollio Felice descritta da Stazio, le importanti personalità dei secoli XVI e XVII miravano al possedimento di ritratti a busti di grandi scrittori dell'epoca classica. Per questo motivo si ipotizza che il busto potesse essere appartenuto ad una persona di cultura della città romana. 
In occasione del ritrovamento furono rinvenute circa una dozzina di copie dello "Pseudo-Seneca". Altri tre esemplari erano stati ritrovati qualche anno prima a Roma e entrarono a far parte della collezione Farnese. Tutti questi pezzi sono esposti sempre al Museo archeologico nazionale di Napoli.
Una versione del XVII secolo, in marmo, oggi all'Ashmolean Museum, era invece di proprietà del pittore Peter Paul Rubens.
Dal XIX secolo in poi la tesi tradizionale di un "ritratto dal vivo" di Seneca è stata accantonata e sono state proposte molte altre ipotesi sull'identità del personaggio oggetto del ritratto immaginario: sia di età arcaica (Esiodo o Esopo; i giambografi Archiloco o Ipponatte), sia di età classica (i commediografi Epicarmo, Aristofane e Filemone; il tragediografo Euripide), sia di età ellenistica (i filosofi Carneade ed Eratostene; i poeti Callimaco, Apollonio Rodio e Filita di Cos), o anche il poeta latino Lucrezio.